# Momoe Malietoa Von Reiche
Momoe Malietoa Von Reiche (bl. 1980er) ist eine samoanische Dichterin, Künstlerin, Bildhauerin und Photographin.

## Leben
Momoe Malietoa Von Reiche wurde in Samoa geboren und erhielt ihre Ausbildung in Samoa and Neuseeland. Sie veröffentlichte die Gedichtbände Solaua, a Secret Embryo (dt.: Solaua, ein geheimer Embryo; 1974), Pao Alimago on Wet Days (dt.: Pao Alimago an Nassen Tagen; 1979), Alaoa, above the Gully of Your Childhood (dt.: Alaoa, über der Schlucht deiner Kindheit; 1986) und Tai, the Heart of a Tree (dt.: Tai, Herz eines Baumes; 1989).
Von Reiche schreibt in Englisch. Sie gehört zur „later phase“ (Spätere Phase) Südpazifischer Dichtung. Damit geht einher, dass ihre Wahrnehmung der Realität durch eine individuelle statt durch eine gemeinschaftliche Perspektive erfolgt. Ihre Gedichte werden als „lyrisch“ beschrieben. Ein prominentes Thema in ihren Gedichten ist sexisticher Missbrauch von Macht. Der Literaturkritiker Tiffin weist darauf hin, dass in ihren Gedichten die „Worte absichtsvoll, sorgfältig gewählt und hart treffend“ sind („words deliberate, carefully chosen, hard hitting“). Persönliche Beziehungen sind ein weiteres wiederkehrendes Thema, sowie die Suche nach Liebe und Zugehörigkeit. Kritiker haben „autobiographische“ Elemente in ihrer Poesie ausgemacht, wobei einige Gedichte als „Vignetten, welche Übergangsmomente von Zärtlichkeit, Mitgefühl, Eifersucht und Zorn einfangen“ („vignettes which capture transitory moments of tenderness, compassion, jealousy and anger“).
Momoe Malietoa Von Reiche betreibt die Kunstgalerie M.A.D.D. in Moto’otua. Sie organisiert dort Tanz- und Drama-Programme, sowie Programme für Kreatives Schreiben für Kinder. Sie illustriert auch Kinderbücher. Weitere Workshops für Kreatives Schreiben veranstaltete sie in Tokelau an der University of South Pacific. Diese Workshops führten zur Veröffentlichung einer Sammlung von Werken von neun Frauen aus Tokelau 1992: Nuanua in Tokelau.